# سنت‌جرج (میزوری)
سنت‌جرج (به انگلیسی: St. George) یک منطقهٔ مسکونی در ایالات متحده آمریکا است که در میزوری واقع شده‌است. سنت‌جرج ۰٫۴۹ کیلومتر مربع مساحت و ۱٬۳۳۷ نفر جمعیت دارد و ۱۶۵ متر بالاتر از سطح دریا واقع شده‌است.